# Sergei Petrowitsch Gorbunow
Sergei Petrowitsch Gorbunow (russisch Сергей Петрович Горбунов; * 12. Julijul. / 25. Juli 1902greg. im Dorf Spas-Schurawna, Rajon Saraisk; † 5. September 1933 in Lopasnja) war ein russischer Luftfahrtingenieur.

## Leben
Gorbunow stammte aus einer Bauernfamilie. Er besuchte die Realschule Saraisk und schloss sich einer Schüleruntergrundorganisation an. Nach der Oktoberrevolution war er 1921–1922 Vorsitzender des Komsomol-Ujesdkomitees. 1922 begann er das Studium an der Militärakademie für Ingenieure der Luftstreitkräfte „Prof. N. J. Schukowski“ in Moskau und absolvierte ein Praktikum in einer Flugzeugfabrik.
Nach dem Abschluss des Studiums 1927 wurde Gorbunow als Chef des Technik-Büros in das neue Flugzeugwerk Nr. 22 in Fili geschickt. Dieses 1927 gegründete Flugzeugwerk Nr. 22 war bisher das Staatliche Flugzeugwerk Nr. 7, das durch Kooperation mit Junkers 1922 aus dem Russo-Balt-Automobilwerk in Fili entstanden war. Nach Beginn des Deutsch-Sowjetischen Krieges wurde das Werk im Dezember 1941 nach Kasan verlagert. Später fusionierte es mit anderen Werken zum Forschungs- und Entwicklungszentrum GKNPZ Chrunitschew.
Gorbunow wurde im Flugzeugwerk Nr. 22 1929 Hauptingenieur, 1930 technischer Direktor und 1931 Direktor. Unter seiner Leitung begann die Serienfertigung der Ganzmetallflugzeuge ANT-3, ANT-4, ANT-5 und ANT-6. Entwickelt wurden die ANT-7 und die ANT-9.
Am 5. September 1933 flog Gorbunow mit Pjotr Ionowitsch Baranow (Chef der Hauptverwaltung der Flugzeugindustrie), Abram Sinowjewitsch Holzman (Chef der Hauptverwaltung der Zivilluftflotte), Andrei Wassiljewitsch Sergejew (Vizechef der Hauptverwaltung der Zivilluftflotte) und Walentin Ananjewitsch Sarsar (Gosplan-Präsidiumsmitglied) in der neuen ANT-7 von Moskau zur Abnahme des Flugzeugs nach Sewastopol. Auch flog Gorbunows Frau mit, um ihre Kinder zu besuchen, die sich auf der Krim erholten. Bei Lopasnja südlich von Podolsk stürzte das Flugzeug ab ohne Überlebende. Gorbunows Urne wurde auf dem Donskoi-Friedhof beigesetzt.
Gorbunows Namen tragen das aus dem Flugzeugwerk Nr. 22 hervorgegangene Flugzeugwerk Kasan, der 1938 von dem Architekten Jakow Abramowitsch Kornfeld erbaute Moskauer Kulturpalast in der Nowosawodskaja-Straße und eine Straße in Moskau.
Der Flugzeugkonstrukteur Wladimir Petrowitsch Gorbunow war Gorbunows jüngerer Bruder.

## Ehrungen
- Leninorden (1931) für Erfüllung des Fünfjahresplans in 2,5 Jahren[1]
- Orden des Roten Sterns[1]